# 华丽宽腹蛛
华丽宽腹蛛（学名：Theridula opulenta）为球蛛科宽腹蛛属的动物。在中国大陆，分布于四川、广东等地，主要栖息于稻田。